# نیروهای مسلح ملی لتونی
نیروهای مسلح ملی لتونی (لتونیایی: Latvijas Nacionālie bruņotie spēki) مجموعه نیروهای نظامی لتونی است، که از نیروهای زمینی لتونی، نیروی هوایی لتونی و گارد ملی لتونی تشکیل می‌شود.